# Hemidactylus foudaii
Hemidactylus foudaii är en ödleart som beskrevs av  Baha El Din 2003. Hemidactylus foudaii ingår i släktet Hemidactylus och familjen geckoödlor. IUCN kategoriserar arten globalt som livskraftig.
Artens utbredningsområde är Egypten. Inga underarter finns listade i Catalogue of Life.